# إريك بينيت
إريك بينيت (بالإنجليزية: Erik Bennett)‏ هو لاعب كرة قاعدة أمريكي، ولد في 13 سبتمبر 1968 في يريكا في الولايات المتحدة.

## وصلات خارجية
- إريك بينيت على موقعبيزبول رفرنس.كوم (الدوري الرئيسي) (الإنجليزية)
- إريك بينيت على موقعبيزبول رفرنس.كوم (الدوري الثانوي) (الإنجليزية)
- إريك بينيت على موقع إي إس بي إن.كوم (أم.أل.بي) (الإنجليزية)
- إريك بينيت على موقع مشجعي الرسوم البيانية (الإنجليزية)